# Distrito de Chincheros
El distrito de Chincheros es uno de los ocho distritos de la provincia de Chincheros ubicada en el departamento de Apurímac, bajo la administración del Gobierno regional de Apurímac, en el sur del Perú.
Respecto a la organización de la Iglesia católica forma parte de la Diócesis de Abancay la cual, a su vez, pertenece a la Arquidiócesis de Cusco.

## Historia
Durante la colonia, Chincheros era parte del partido de Andahuaylas que pertenecía a la intendencia de Huamanga. En la República, los partidos se transforman en provincias y las intendencias en departamentos. En 1846, con el Decreto Supremo N.º 024765/46 se crea el distrito de Chincheros, con la denominación de VILLA CHINCHEROS. El 28 de abril de 1873 se crea el departamento de Apurímac, disponiendo que formen parte las provincias de Andahuaylas, Abancay, Aymaraes, Antabamba y Cotabambas, la primera de ellas perteneciente al departamento de Ayacucho y las otras a Cusco. Todavía esta doble procedencia es visible, pues Andahuaylas geográfica y culturalmente está vinculada a Ayacucho, igual que la provincia de Chincheros, en tanto que las otras provincias están vinculadas a Cusco.
Su nombramiento como provincia desmembrada de Andahuaylas se dio un 30 de diciembre de 1983; con el Decreto Ley N.º 23759, “Crease en el departamento de Apurímac, la provincia de Chincheros, cuya capital será la villa de Chincheros. La provincia de Chincheros estará constituida por los distrito de Chincheros con su capital la villa de Chincheros, Ongoy con su capital la villa de Ongoy, Ocobamba con su capital la villa de Ocobamba, Cocharcas con su capital del pueblo de Cocharcas y Ancco Huallo con su capital el pueblo de Uripa, se determina los límites de la provincia de Chincheros desmembrándose del territorio de la provincia de Andahuaylas“. Su creación se da en el gobierno del Arq. Fernando Belaúnde Terry.

## Geografía
La ciudad de Chincheros se encuentra ubicada en los Andes Centrales. Está a 2 795 m s. n. m.

## Autoridades

### Municipales
- 2015-2018[3]
  - Alcalde: FR

. 

## Festividades
- Carnavales.
- San Juan Bautista.
- Virgen del Carmen.
- Virgen del Rosario.